# 352-й истребительный авиационный полк
352-й истребительный авиационный Минский ордена Суворова полк (352-й иап) — воинская часть Военно-воздушных сил (ВВС) Вооружённых Сил РККА, принимавшая участие в боевых действиях Великой Отечественной войны.

## Наименования полка

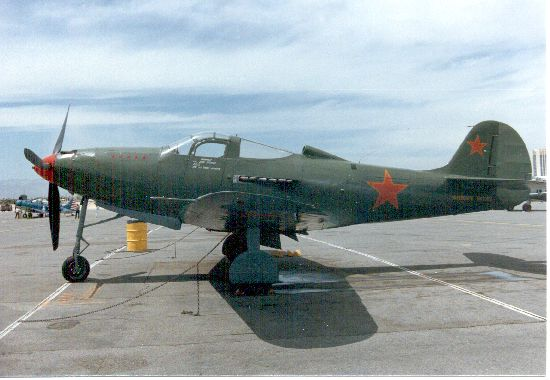
Самолёт P-39 Аэрокобра

- 352-й истребительный авиационный полк;
- 352-й истребительный авиационный Минский полк;
- 352-й истребительный авиационный Минский ордена Суворова полк;
- Полевая почта 53946.

## Создание полка
352-й истребительный авиационный полк сформирован 12 сентября 1941 года в Среднеазиатском военном округе на аэродроме г. Карши Туркменской ССР из частей 4-й отдельной авиационной бригады ВВС САВО в составе 31-го самолёта И-16, 3 УТИ-4 и 1 У-2. Вошёл в состав 138-й смешанной авиационной дивизии ВВС САВО

## Расформирование полка
352-й истребительный авиационный Минский ордена Суворова полк 14 марта 1947 года был расформирован вместе со всеми полками и управлением 23-й гв. иад в составе 2-й ВА

## В действующей армии
В составе действующей армии:
- с 1 июня 1944 года по 9 мая 1945 года.

## Командиры полка
| Звание              | Имя                 | Период            | Примечание |
| ------------------- | ------------------- | ----------------- | ---------- |
| майор, подполковник | Хара, Пётр Иванович | 09.1941 — 11.1946 |            |

## В составе соединений и объединений
| Период        | Фронт (округ)                                   | армия                                | корпус                                            | дивизия                                             | примечание                                     |
| ------------- | ----------------------------------------------- | ------------------------------------ | ------------------------------------------------- | --------------------------------------------------- | ---------------------------------------------- |
| 12.09.1941 г. | Среднеазиатский военный округ                   | ВВС Среднеазиатского военного округа |                                                   | 138-я смешанная авиационная дивизия                 | И-16                                           |
| 22.02.1942 г. | Среднеазиатский военный округ                   | ВВС Среднеазиатского военного округа |                                                   |                                                     | И-16                                           |
| 10.10.1942 г. | Среднеазиатский военный округ                   | ВВС Среднеазиатского военного округа |                                                   | 136-я смешанная авиационная дивизия                 | И-16                                           |
| 30.10.1943 г. | Среднеазиатский военный округ                   | ВВС Среднеазиатского военного округа |                                                   | 136-я смешанная авиационная дивизия                 | передал 25 И-16 в 380-й иап 238-й иад ВВС САВО |
| 05.11.1943 г. | Закавказский фронт                              | ВВС Закавказского фронта             |                                                   | 11-й запасной истребительный авиационный полк       | переучивание на Bell P-39 Airacobra            |
| 09.03.1944 г. | 1-й Белорусский фронт                           | 16-я воздушная армия                 | 6-й истребительный авиационный корпус             | 273-я истребительная авиационная дивизия            | Bell P-39 Airacobra                            |
| 09.05.1945 г. | 1-й Белорусский фронт                           | 16-я воздушная армия                 | 6-й истребительный авиационный корпус             | 273-я истребительная авиационная дивизия            | Bell P-39 Airacobra                            |
| 10.06.1945 г. | Группа советских оккупационных войск в Германии | 16-я воздушная армия                 | 6-й истребительный авиационный корпус             | 273-я истребительная авиационная дивизия            | Bell P-39 Airacobra                            |
| 12.12.1945 г. | Центральная группа войск                        | 2-я воздушная армия                  | 6-й гвардейский истребительный авиационный корпус | 23-я гвардейская истребительная авиационная дивизия | Bell P-39 Airacobra                            |

## Первая победа полка в воздушном бою
Первая известная воздушная победа полка в Отечественной войне одержана 24 июня 1944 года: старший лейтенант Деев Б. Г. в воздушном бою в районе севернее н.п. Фалевичи сбил немецкий разведчик Fw-189.

## Участие в операциях и битвах
- Белорусская операция «Багратион» — с 23 июня 1944 года по 29 августа 1944 года.
  - Бобруйская операция — с 24 июня 1944 года по 29 июня 1944 года.
  - Минская операция — с 29 июня 1944 года по 4 июля 1944 года.
  - Барановичская операция — с 5 июля 1944 года по 16 июля 1944 года.
  - Люблин-Брестская операция — с 18 июля 1944 года по 2 августа 1944 года.
- Висло-Одерская операция — с 12 января 1945 года по 3 февраля 1945 года.
  - Варшавско-Познанская операция — с 14 января 1945 года по 3 февраля 1945 года.
- Восточно-Померанская операция — с 10 февраля 1945 года по 20 марта 1945 года.
- Берлинская операция — с 16 апреля 1945 года по 8 мая 1945 года.

## Почётные наименования
352-му истребительному авиационному полку за отличие в боях за овладение столицей Советской Белоруссии городом Минск 10 июля 1944 года присвоено почётное наименование «Минский»

## Награды
352-й истребительный авиационный полк Указом Президиума Верховного Совета СССР от 5 апреля 1945 года за образцовое выполнение боевых заданий командования в боях с немецкими захватчиками при овладении городами Хоэнзальца (Иновроцлав), Александров, Аргенау, Лабишин и проявленные при этом доблесть и мужество награждён орденом Суворова III степени.

## Благодарности Верховного Главнокомандования
За проявленные образцы мужества и героизма Верховным Главнокомандующим лётчикам полка в составе дивизии объявлены благодарности:
- За прорыв сильно укреплённой обороны немцев, прикрывающей Бобруйское направление[9] .
- За овладение городом Барановичи и Барановичским укреплённым районом[10].
- За форсирование реки Шара и за овладение городами Слоним и Лунинец[11].
- За овладение городом Брест[12].
- За овладение крепостью Прага[13].
- За овладение городом Варшава[14].
- За овладение городами Сохачев, Скерневице и Лович[15].
- За овладение городами Лодзь, Кутно, Томашув (Томашов), Гостынин и Ленчица[16].
- За овладение городами Влоцлавек, Бжесць-Куявски и Коло[17].
- За овладение городами Хоэнзальца (Иновроцлав), Александров, Аргенау и Лабишин[18].
- За овладение городами Бервальде, Темпельбург, Фалькенбург, Драмбург, Вангерин, Лабес, Фрайенвальде, Шифелъбайн, Регенвальде и Керлин[19].
- За овладение городами Франкфурт-на-Одере, Вандлитц, Ораниенбург, Биркенвердер, Геннигсдорф, Панков, Фридрихсфелъде, Карлсхорст, Кепеник и вступление в столицу Германии город Берлин[20].
- За овладение городами Ратенов, Шпандау, Потсдам[21].
- За овладение городом Берлин[22].

## Летчики-асы полка сбившие пять и более самолётов противника
| Фамилия, Имя, Отчество         | Последнее воинское звание за время службы в полку | Награды полученные за время службы в полку                                                                               | Победы личные | Победы в группе | Количество боевых вылетов / воздушных боёв за время службы в полку | Самолёт             | Примечания |
| ------------------------------ | ------------------------------------------------- | --- | ------------- | --------------- | ------------------------------------------------------------------ | ------------------- | --- |
| Деев, Борис Григорьевич        | капитан                                           | Орден Красного Знамени · Орден Красного Знамени · Орден Александра Невского (СССР) · Орден Отечественной войны I степени | 6             | -               | 150/18                                                             | Bell P-39 Airacobra | 17 апреля 1945 года не вернулся с боевого задания. |
| Елисеев Георгий Кузьмич        | капитан                                           | Орден Красного Знамени · Орден Красного Знамени · Орден Александра Невского (СССР) · Орден Отечественной войны I степени | 5             | -               | 122/15                                                             | Bell P-39 Airacobra | |
| Коваленко, Александр Артемович | капитан                                           | Орден Красного Знамени · Орден Красного Знамени · Орден Александра Невского (СССР)                                       | 5             | -               | 126/13                                                             | Bell P-39 Airacobra | |
| Митусов, Алексей Иванович      | капитан                                           | Орден Красного Знамени · Орден Красного Знамени · Орден Красного Знамени · Орден Александра Невского (СССР)              | 5             | -               | 120/16                                                             | Bell P-39 Airacobra | С мая 1951 года по февраль 1952 года принимал участие в боевых действиях над территорией КНДР. Совершил 105 боевых вылетов, провёл около 40 воздушных боёв, лично сбил 7 самолётов противника (все победы над реактивными истребителями США) |

## Статистика боевых действий
Всего годы Великой Отечественной войны полком:
| Выполнено боевых вылетов | Сбито самолётов в воздухе | Уничтожено самолётов всего |
| ------------------------ | ------------------------- | -------------------------- |
| 3569                     | 51                        | 64                         |

Свои потери:
| Потеряно самолётов, всего | Погибло лётчиков всего |
| ------------------------- | ---------------------- |
| 24                        | 14                     |

## Самолёты на вооружении
| Период      | Самолёты            |
| ----------- | ------------------- |
| 1941 — 1943 | И-16                |
| 1943 — 1947 | Bell P-39 Airacobra |

## Базирование
| Период                  | Аэродромы                |
| ----------------------- | ------------------------ |
| 11.05.1945 — 11.05.1945 | Штраусберг, Германия     |
| 11.05.1945 — 12.12.1945 | Нойруппин, Германия      |
| 28.12.1945 — 08.1946    | Фельс-ам-Ваграм, Австрия |
| 08.1946 — 03.1947       | Винер-Нойштадт, Австрия  |